# Antoni Comellas i Cluet
Antoni Comellas i Cluet (Berga, 1832-1884) fou un filòsof. És considerat un dels percussors del moviment neo-escolàstic.

## Biografia
Comellas estudià filosofia i teologia a Vic, i entrà al seminari diocesà de Solsona. Després de la seva ordenació (1856) continuà ensenyant llatí a Solsona fins al 1862, quan fou nomenat professor de teologia. La seva explicació en un pamflet (1866) de les processions divines en el misteri de la Trinitat no fou aprovada per la congregació de l'índex. Per tal de dedicar-se en la seva línia de treball dimití de la seva càtedra i es retirà a Berga el 1871. Abans del 1880 publicà Demostración de la armonía entre la religión católica y la ciencia, un treball de naturalesa apologètica, escrita per refutar Conflict Between Science and Religion de William Draper.

## Obra
- De misterio sanctissimae trinitatis dissertatio, Solsona, 1867.
- Demostración de la armonía entre la religión católica y la ciencia , Barcelona, 1880.
- Introducción á la filosofía, ó sea doctrina, sobre la dirección al ideal de la ciencia, Barcelona, 1883.
- Apuntes de Apologética (inèdita).
- El matrimonio civil (inèdita).
- La tolerancia (inèdita).
- Las misiones (inèdita).